# Hørup Skovvej (Slangerup)
 Hørup Skovvej  er en to sporet omfartsvej der går syd om Slangerup. Vejen er en del af primærrute 6, der går imellem Køge og Helsingør.
Omfartsvejen blev lavet for at få den tunge trafik uden om Slangerup Centrum, så byen ikke blev belastet af for meget tung trafik.
Vejen forbinder Slangerupvej i øst med Frederikssundvej i vest, og har forbindelse til Københavnsvej, Roskildevej og Frederiksborgvej. 